# Działoszyn
Działoszyn là một thị trấn thuộc huyện Pajęczański, tỉnh Łódźkie ở trung tâm Ba Lan. Thị trấn có diện tích 5 km². Đến ngày 1 tháng 1 năm 2011, dân số của thị trấn là 6099 người và mật độ 1235 người/km².